# Атлян
Атля́н — река в России, протекает по Челябинской области. В черте города Миасс впадает в Поликарпов пруд на реке Миасс. Высота устья — 322,2 м над уровнем моря. Длина составляет 31 км.
На реке расположены одноимённые населённые пункты Верхний Атлян и Нижний Атлян.

## Притоки
- 2,1 км: Малый Сыростан
- 2,6 км: Сыростан
- 21 км: Сержанка
- 24 км: Белый

## Данные водного реестра
По данным государственного водного реестра России относится к Иртышскому бассейновому округу, водохозяйственный участок реки — Миасс от истока до Аргазинского гидроузла, речной подбассейн реки — Тобол. Речной бассейн реки — Иртыш.
Код объекта в государственном водном реестре — 14010500812111200003466.